# 1,10-fenantroline
1,10-fenantroline is een organische verbinding met als brutoformule C12H8N2. De stof komt voor als een kleurloos kristallijn poeder, dat matig oplosbaar is in water. Het is een derivaat van fenantreen, waarin twee koolstofatomen vervangen zijn door stikstofatomen. Derhalve behoort 1,10-fenantroline tot de heterocyclische aromatische verbindingen. Er zijn verschillende isomeren mogelijk, die verschillen in de positie van de stikstofatomen. De meest voorkomende is 1,10-fenantroline die kortweg ook fenantroline wordt genoemd.

## Synthese
1,10-fenantroline kan bereid worden door twee opeenvolgende Skraup-reacties van glycerol met o-fenyleendiamine, met zwavelzuur als katalysator, en een oxidator, zoals nitrobenzeen of een waterige oplossing van arseenzuur. Tijdens de reactie wordt glycerol gedehydreerd tot acroleïne, dat een condensatiereactie met het amine ondergaat, gevolgd door een cyclisatie.

## Toepassingen
1,10-fenantroline is een verbinding die metaalcomplexen kan vormen met vele metalen, waarbij het als bidentaat ligand fungeert. Een voorbeeld van zo'n complex (met ijzer) is ferroïne dat gebruikt wordt als redox-indicator bij redoxtitraties. De complexvormende eigenschappen van 1,10-fenantroline zijn vergelijkbaar met die van 2,2'-bipyridine, hoewel bij 1,10-fenantroline veel onbeweeglijker is door aanwezigheid van een derde aromatische ringstructuur.
De verbinding kan gebruikt worden om een oplossing van waterstofperoxide te stabiliseren. Sporen van overgangsmetalen (zoals mangaan) in de oplossing katalyseren de ontleding van waterstofperoxide tot water en zuurstofgas. 1,10-fenantroline vormt echter complexen met deze metalen en die complexen gedragen zich niet als katalysator.
1,10-fenantroline is ook te gebruiken als corrosie-inhibitor in drinkwaterleidingen van stoomketels die ijzer of koper bevatten. Door complexatie wordt de corrosie sterk afgeremd.